# 시라이 유스케

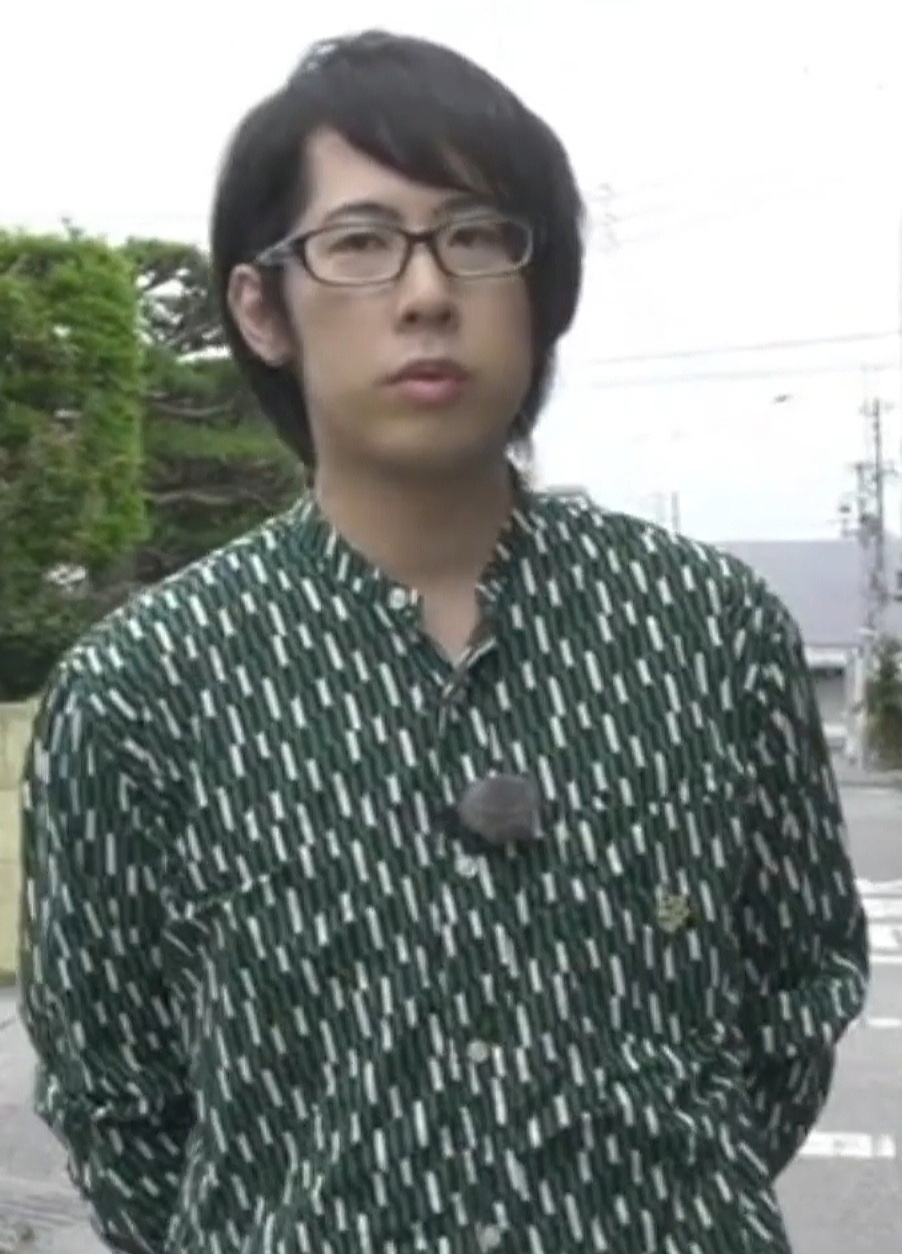

시라이 유스케(일본어: 白井 悠介 しらい ゆうすけ[*], 1986년 1월 18일 ~ )는 일본의 남자 성우이다. EARLY WING 소속. 나가노현 사쿠시 출신. 아뮤즈먼트 미디어 종합학원 성우 탤런트 학과 졸업.

## 작품
2012년
- 아르카나 파밀리아 - La storia della Arcana
- Famiglia- - 레나토, 조르조
- 옆자리 괴물군 - 테라시마

2013년
- 골든 타임 - 선배 B
- 다이아몬드 에이스 - 아키오
- 리틀 버스터즈! ~Refrain~ - 학생 B
- 마기 - 마을 사람들
- 세계에서 제일 강해지고 싶어! - 스태프
- 신세계에서 - 도가무라
- 안경부! - 단역
- 은수저 Silver Spoon - 니시쿠라 료
- 카니발 - 가짜 릿슨
- 환영을 달리는 태양 - 키시다 슈지

2014년
- 그럼에도 세상은 아름답다 - 라니 테우스
- 마법전쟁 - 남학생
- 위치 크래프트 워크스 - 오바마

2015년
- DIABOLIK LOVERS - 루크스
- 듀라라라!! - 쿠시나다 고교 불량배
- 미남고교 지구방위부 LOVE! - 나루코 이오
- 카오스 드래곤 적룡전역 - 백귀대원

2016년
- orange - 이케다
- 단간론파 3 -The End of
- 키보가미네 학원- - 무라사메 소슌
- 디바인 게이트 - 퍼시벌
- 리루리루 페어리루 ~요정의 문~, 리루리루 페어리루 ~마법의 거울~ - 페어리루 골, 히간, 스위티, 타마짱, 칼리코, 카마키리, 제미, 매쉬, 사라라, 수이, 미스터 미믹
- 미남고교 지구방위부 LOVE! LOVE! - 나루코 이오
- 배터리 - 카라키 쿄스케
- 비색 코코아 - 샹크
- 한다군 - 하나다 케이

2017년
- aiseki MOGOL GIRL - 흑기사
- 나나마루 산바츠 - 무카이 료타
- 독점 마이 히어로 - 유게 유우세이
- 맞선 상대는 제자, 기가 센, 문제아 - 쿠가 소지
- 아이돌 마스터 SideM - 와카자토 하루나
- 히프노시스 마이크 - 아메무라 라무다

2018년
- 그라제니 - 오노 유키오
- 그랑블루 - 목소리 B
- 노예구: The Animation - 미나토 타키오
- 다메프리 - 미하르토
- 아이돌 마스터 SideM 사연 있는 Mini! - 와카자토 하루나
- 아이돌리쉬 세븐 - 니카이도 야마토
- 앙골모아 ~원구전투기~ - 간부
- 우주전함 티라미스 - 로메오 알파
- 인외씨의 신부 - 츠치키요세 테츠시
- 천총사 - 홀
- 헌원검: 푸른 반짝임 - 몽기

2019년
- Z/X Code reunion - 네프라이트
- 로비하치 - 단역
- 메이지 도쿄 연가 - 시부사와 에이이치
- 방과 후 주사위 클럽 - 요한
- 스탠드 마이 히어로즈 PIECE OF TRUTH - 히야마 타카오미
- 아빠도, 하고 싶어 - 유이 료헤이
- 음란한 아오는 공부를 할 수 없어 - 우에하라 마사키

2020년
- A3! - 우스이 마스미
- SHOW BY ROCK!! 마슈마이렛슈!! - 소준
- 거인족의 신부 - 베리 베르나르
- 아이돌리쉬 세븐 Second BEAT! - 니카이도 야마토
- 우치타마?! ~우리집 타마를 모르시나요?~ - 키소 토라
- 히프노시스 마이크- 아메무라 라무다

2021년
- EX-ARM - 미야베 코타로
- SHOW BY ROCK!! STARS!! - 소준
- WAVE!!~서핑하자!!~ - 마츠카제 유타
- 전투원, 파견합니다! - 전투원 6호
- 아이★츄 - 산젠인 타카미치
- 여성향 게임의 파멸 플래그밖에 없는 악역 영애로 환생해버렸다… X - 이안 스티아트